# Zach Helm
Zachariah "Zach" Helm (født 21. januar 1975) er en amerikansk dramatiker, manuskriptforfatter og filminstruktør, bedst kendt som manuskriptforfatteren på filmen Stranger than Fiction, for hvilken han blev nomineret til en Writers Guild of America Award